# Adrian van Steckhoven
Adrian van Steckhoven (* um 1705 in Leiden; † 1782) war ein holländischer Gärtner.
Der aus Leiden stammende angesehene holländische Gärtner Adrian van Steckhoven kam 1753 auf Empfehlung von Gerard van Swieten an den kaiserlichen Hof nach Wien. Zusammen mit seinem Gehilfen Richard van der Schot schuf er auf einem 1755 von Kaiser Franz I. Stephan von der Gemeinde Hietzing angekauften Areal einen sogenannten Holländischen Garten. Dieser botanische Garten, der auf dem Gelände des heutigen Palmenhausgartens im Schlossgarten von Schönbrunn angelegt wurde, war ganz im französischen Stil gehalten. Steckhoven, der der erste Gärtner in Schönbrunn war, brachte eine Fächerpalme nach Wien mit, die ursprünglich aus Asien stammte und die er im Park von Schönbrunn zum Blühen brachte. Es war dies die sogenannte Maria-Theresien-Palme, die den Grundstock für die spätere Sammlung exotischer Pflanzen in Schönbrunn bildete. Außerdem errichtete er über dem Schönen Brunnen, der dem Park den Namen gab, ein Brunnenhaus, welches 1771 durch Isidore Canevale seine endgültige Form erhielt. Das Gesamtkonzept Steckhovens prägt den Schönbrunner Schlosspark bis heute.
1899 benannte man die Steckhovengasse in Wien-Hietzing nach ihm.